# Mabel's New Job
Mabel's New Job é um filme de comédia dos Estados Unidos de 1914, estrelando Mabel Normand e codirigido por Normand e George Nichols.

## Elenco
- Mabel Normand
- Chester Conklin
- Charley Chase
- Dave Anderson
- Cecile Arnold
- Dixie Chene
- Alice Davenport
- Dave Morris
- Al St. John